# Diocesi ortodossa americana carpato-russa

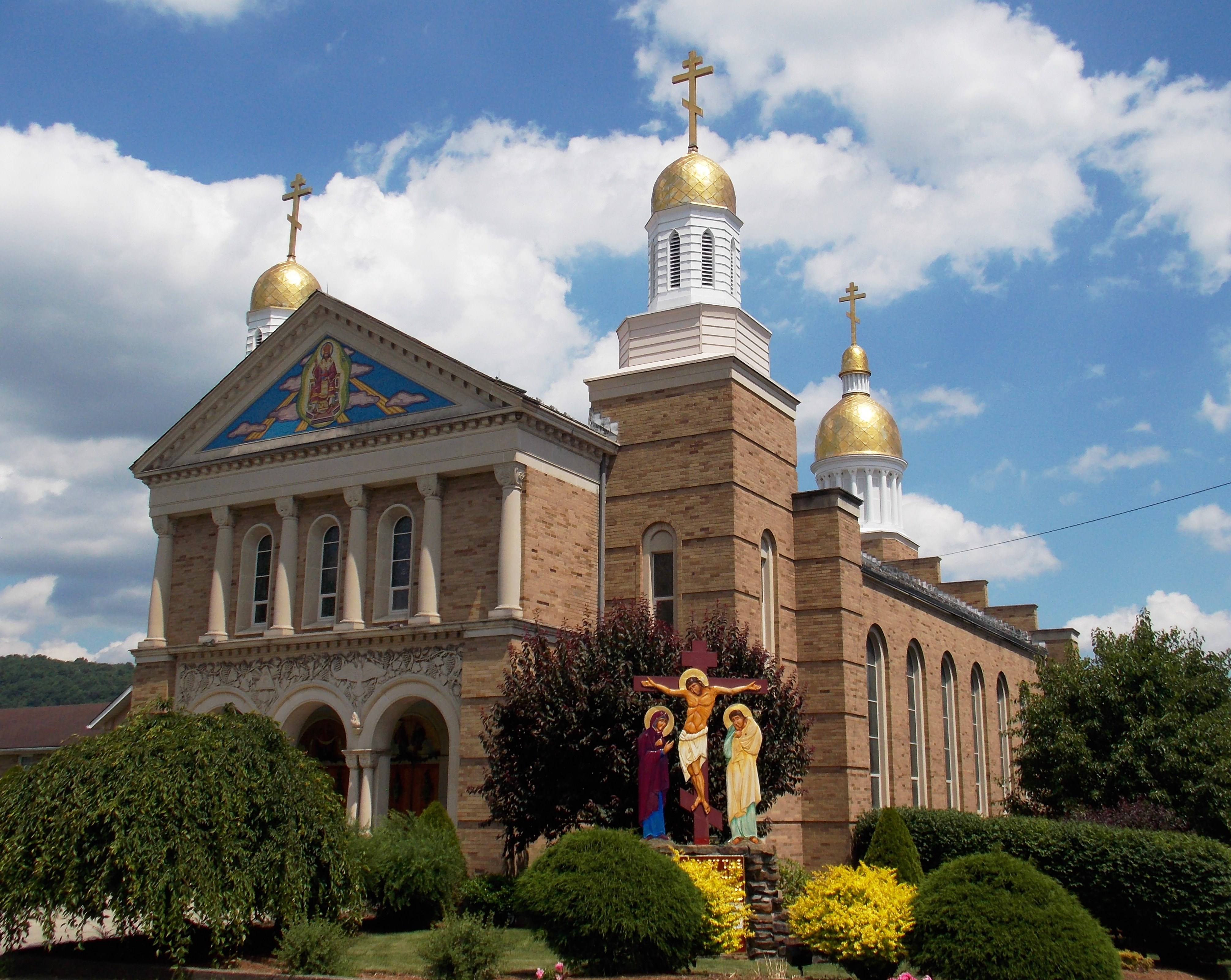
La cattedrale di Cristo Salvatore a Johnstown, Pennsylvania.

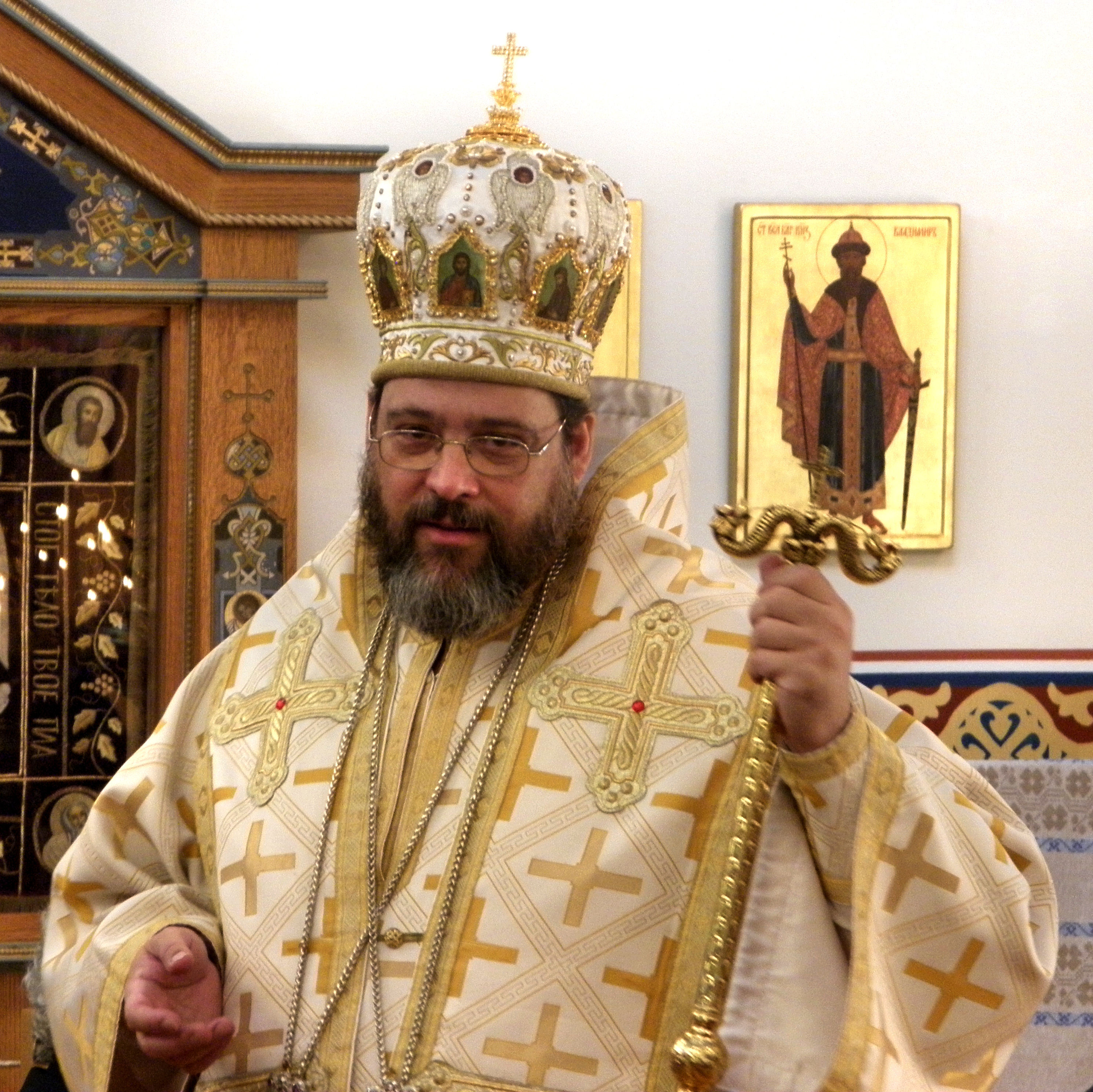
Gregory Tatsis, metropolita della diocesi ortodossa americana carpato-russa dal 2012.

La diocesi ortodossa americana carpato-russa (in inglese: American Carpatho-Russian Orthodox Diocese of North America) è una circoscrizione ecclesiastica del patriarcato ecumenico di Costantinopoli spiritualmente affidata alle cure del primate dell'arcidiocesi greco-ortodossa d'America.
Metropolita della diocesi è Gregory Tatsis, nativo di Charlotte (Carolina del Nord), eletto dal Santo Sinodo del patriarcato di Costantinopoli il 30 agosto 2012 e consacrato vescovo il 27 novembre successivo.

## Territorio
La diocesi estende la sua giurisdizione sui fedeli originari dalla regione della Rutenia subcarpatica, oggi appartenenti alla Slovacchia, alla Polonia e all'Ucraina occidentale, e sui fedeli che hanno aderito a questa Chiesa, residenti negli Stati Uniti d'America e in Canada.
Sede della diocesi è la città di Johnstown in Pennsylvania, dove si trova la cattedrale di Cristo Salvatore.
Il territorio, suddiviso in 14 decanati regionali, comprende 81 parrocchie per circa 8.500 fedeli, affidati alle cure di 91 sacerdoti.

## Storia
La diocesi trae la sua origine da uno scisma, che divise i fedeli della Chiesa greco-cattolica rutena residenti in America del Nord. Alcuni provvedimenti presi dalla Congregazione per le Chiese orientali, che, tra gli altri, miravano a vietare al clero greco-cattolico che emigrava in America e anche a quelli residenti di sposarsi, provocarono forti reazioni nella comunità greco-cattolica rutena americana.
Nel mese di luglio 1935, 37 parrocchie greco-cattoliche rutene chiesero la convocazione di un congresso per decidere il futuro della Chiesa rutena in America e fermare i tentativi della Santa Sede contro le tradizioni orientali. Il congresso si celebrò a Pittsburgh il 23 novembre 1937, presieduto dal sacerdote Orestes Chornock, a capo del movimento secessionista; l'assemblea decise di annullare l'Unione di Užhorod del 1646 e di presentare una petizione al patriarcato ecumenico di Costantinopoli per accettare i carpato-russi americani nell'ortodossia e stabilire canonicamente una nuova diocesi.
Il Santo Sinodo patriarcale accolse questa proposta ed eresse la nuova diocesi il 19 settembre 1938. Nella stessa riunione fu eletto come primo vescovo Orestes Chornock, elevato al rango di metropolita nel 1966.
Nel 1940 fu aperto il seminario per la formazione dei preti della diocesi. La sua primitiva sede era a New York; nel 1951 fu trasferito in modo permanente nella città episcopale di Johnstown. A Johnstown nel 1950 era stata inaugurata la cattedrale diocesana, che divenne così la sede della diocesi.
Nel 1946 uscì la prima edizione del giornale ufficiale della diocesi, The Church Messenger.
Nel 1978 fu fondato a Tuxedo Park il monastero dell'Annunciazione, che fu chiuso nel 1990. In seguito sorse anche il monastero della Santa Croce, anche questo chiuso nel dicembre del 1997, quando i monaci decisero di aderire alla Chiesa greco-cattolica ucraina.

## Cronotassi
- Orestes Chornock, metropolita titolare di Agatonice † (18 settembre 1938 - 17 febbraio 1977 deceduto)
- John Martin, metropolita titolare di Nissa † (1977 - 30 settembre 1984 deceduto)
- Nicholas Smisko. metropolita titolare di Amiso † (20 marzo 1985 - 13 marzo 2011 deceduto)
- Gregory Tatsis, metropolita titolare di Nissa, dal 30 agosto 2012